# Heinrich Finck
Heinrich Finck, Henryk Finck (ur. 1444 lub 1445 w Bambergu?, zm. 9 czerwca 1527 w Wiedniu) – niemiecki kapelmistrz i kompozytor.

## Życiorys
Wychowywał się i zdobył wykształcenie w Polsce, jako chłopiec przypuszczalnie był około 1460 roku śpiewakiem kapeli królewskiej w Krakowie. W 1482 roku przebywał w Lipsku, gdzie studiował na tamtejszym uniwersytecie. W latach 1489–1491 ponownie przebywał w Krakowie. Około 1492 roku opuścił Polskę i szukał zajęcia na różnych dworach europejskich, obecny był m.in. na Węgrzech i w Wiedniu. Na przełomie 1494 i 1495 roku przypuszczalnie przebywał w Torgau, następnie wrócił do Polski. Od 1498 do 1501 roku był śpiewakiem na dworze wielkiego księcia Aleksandra Jagiellończyka w Wilnie, następnie po jego wyborze na króla przebywał do 1505 roku na dworze w Krakowie. Identyfikowany jest ze wspominanym w księgach rachunkowych z tego okresu kantorem dworskim Henrykiem Finckiem. Odbywał liczne podróże z dworem po Litwie i Małopolsce, obecny był m.in. w Trokach, Grodnie, Wilnie, Brześciu Litewskim, Mielniku i Lublinie.
W latach 1510–1514 był kapelmistrzem na dworze księcia Ulryka w Stuttgarcie. Między 1514 a 1516 rokiem przebywał na dworze cesarskim w Augsburgu lub Innsbrucku. Następnie związał się z dworem kardynała Matthäusa Langa, po objęciu przez niego arcybiskupstwa w Salzburgu w 1519 roku został zaangażowany jako kompozytor do kapeli katedralnej. W 1527 roku został kapelmistrzem arcyksięcia i późniejszego cesarza Ferdynanda I Habsburga w Wiedniu. Zmarł w wiedeńskim klasztorze benedyktynów.
Jego stryjecznym wnukiem był kompozytor Hermann Finck.

## Twórczość
Z jego twórczości zachowało się 113 utworów, nie wszystkie w stanie kompletnym. Skomponował m.in. 7 mszy, 40 motetów, fragmenty ordinarium missae, 28 hymnów łacińskich, 38 pieśni, ponadto pisał utwory instrumentalne. Kompozycje Fincka zachowały się w licznych XVI-wiecznych zbiorach, także polskich (m.in. tabulatura Jana z Lublina).
Wczesne kompozycje Fincka mają formę 3- lub 4-głosową, opartą na równonutowych cantus firmus. Utwory późniejsze cechują się szerokim wykorzystaniem techniki imitacyjnej, stosowany jest w nich 5-, 6- i 7-głos. Przypisuje mu się wprowadzenie do Polski elementów stylu niderlandzkiego, według Adolfa Chybińskiego wywarł wpływ na twórczość Sebastiana z Felsztyna.